# Villa di Casignano
La villa di Casignano è situata nella località da cui prende il nome, in via di Casignano, sulle colline di Scandicci (Firenze).

## Storia
Nel 1427 al catasto risultava essere un palazzo con torre, di Matteo di Bernardo de'Bardi, conseguentemente acquistato da Antonio di Piero Pucci nel 1460, rimase a questa famiglia per oltre due secoli che a fine cinquecento costruì l'attuale villa. Dal XVIII secolo la villa cambiò molti proprietari tra i quali i Serristori, gli Agostini della Seta, nella seconda metà dell'Ottocento dei Brichieri Colombi, dei Giuliani, dei Marchi e nel 1868 dei Becherucci, l'attuale proprietario è la famiglia Schwarzenberg-Giuliani.

## Struttura della villa
Il progetto originale della villa comprendeva un corpo centrale e due ali laterali disposte a squadra, ma non venne mai portato a termine, per cui l'attuale planimetria della villa è ad L.
Le due cornici di pietra che dividono orizzontalmente la villa hanno due funzioni molto importanti oltre che estetiche, la prima è che fungono da davanzale per le finestre del primo piano, la seconda è che fanno da base per le colonne che a loro volta sostengono l'architrave della loggia.

## Curiosità
Nel corridoio a destra sul lato breve della porta d'ingresso, entro una nicchia posta a fine di una architettura dipinta vi è un busto raffigurante Cosimo II dei Medici.
Al piano terra, fra due finestre, è murata una lapide in testimonianza della visita del granduca Ferdinando III e dell'arciduchessa Maria Luisa nell'aprile 1820.